# Маденієтський сільський округ (Сандиктауський район)
Маденіє́тський сільський округ (каз. Мәдениет ауылдық округі, рос. Мадениетский сельский округ) — адміністративна одиниця у складі Сандиктауського району Акмолинської області Казахстану. Адміністративний центр та єдиний населений пункт — село Маденієт.
Населення — 499 осіб (2021; 550 у 2009, 877 у 1999, 1097 у 1989).
Станом на 1989 рік існувала Бірліцька сільська рада (село Маденієт).